# 名古屋十名所

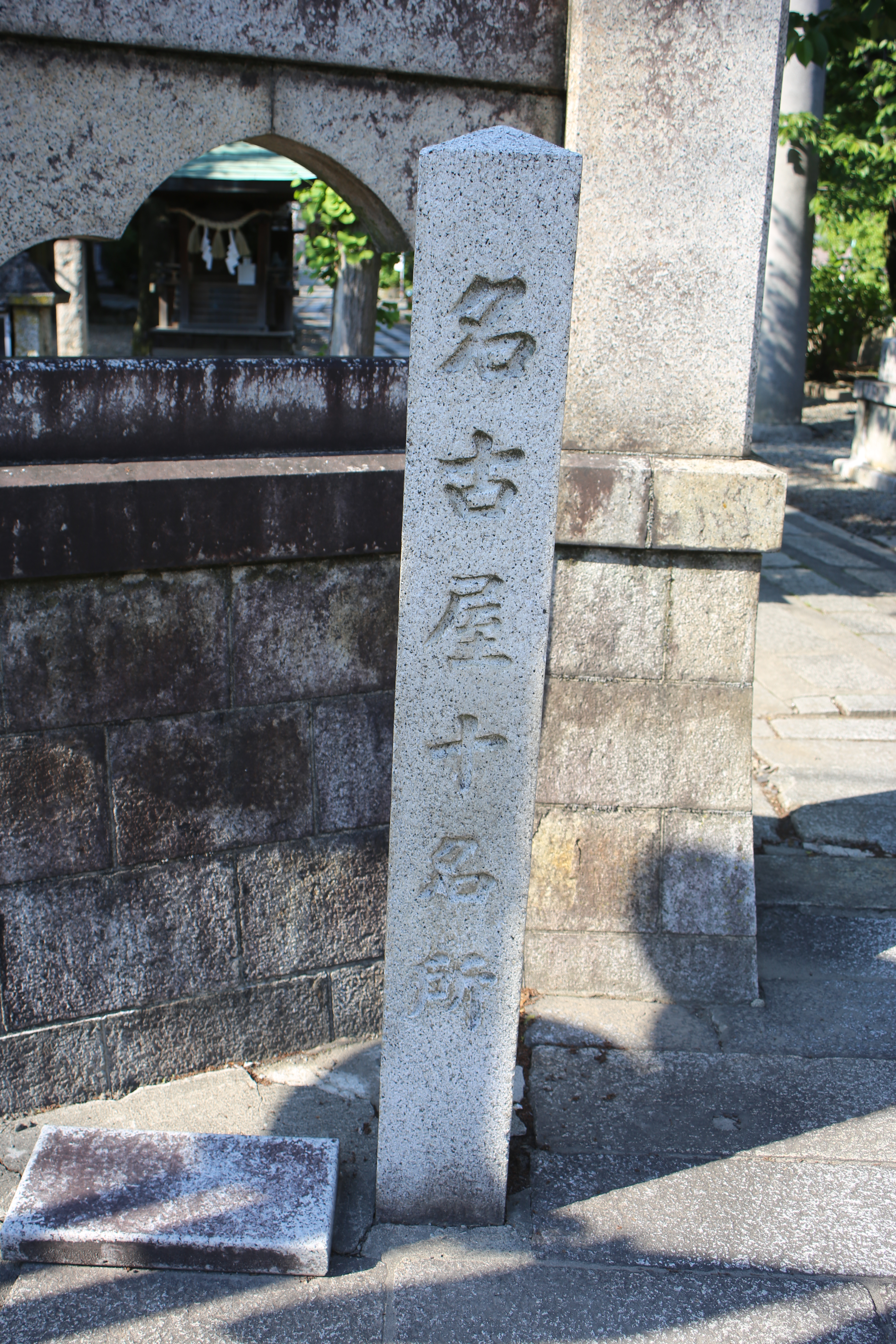
「名古屋十名所」の石碑（名古屋市西区押切二丁目）

名古屋十名所（なごやじゅうめいしょ）は、1925年（大正14年）8月に新愛知新聞社（現・中日新聞社）が主催で新聞紙上にて葉書で募集し、上位10位に選ばれた名古屋市の名所十か所である。投票は1925年6月13日から新愛知新聞紙上で募集を開始して、同年8月10日午後5時に締め切られ、即日開票された。

## 目的
新愛知新聞1925年8月11日号によると、「名古屋の名所…。昔からのものはあるが、大名古屋市となり天下三分する大都市となった今日、大名古屋市の新名古屋十名所を本社が主催となって6月13日から8月10日までの間、約二月間に亘って、名古屋十名所の人気投票を行った處、この催しが果たして名古屋七十万市民諸士の期待に添ひ、破天荒な好人気のうち、昨十日午後5時を以て、投票を締め切った。」とその目的が記されている。

## 投票結果
出典は掲載紙による。
1. 【一番】150,859票　天理教々務支庁
2. 【二番】135,982票　正木町闇の森
3. 【三番】134,497票　笠寺観世音
4. 【四番】124,297票　圓頓寺
5. 【五番】103,562票　久屋町金刀比羅神社
6. 【六番】 72,122票　熱田神宮
7. 【七番】 72,010票　呼続町桜田勝景
8. 【八番】 66,173票　押切町榎権現
9. 【九番】 60,554票　名古屋城
10. 【十番】 59,029票　山田町元大将之社
11. 【次点】 58,010票　呼続町清水稲荷
12. 【次々点】 54,803票　大曾根圓満寺
13. 【次々々点】 51,174票　名古屋港

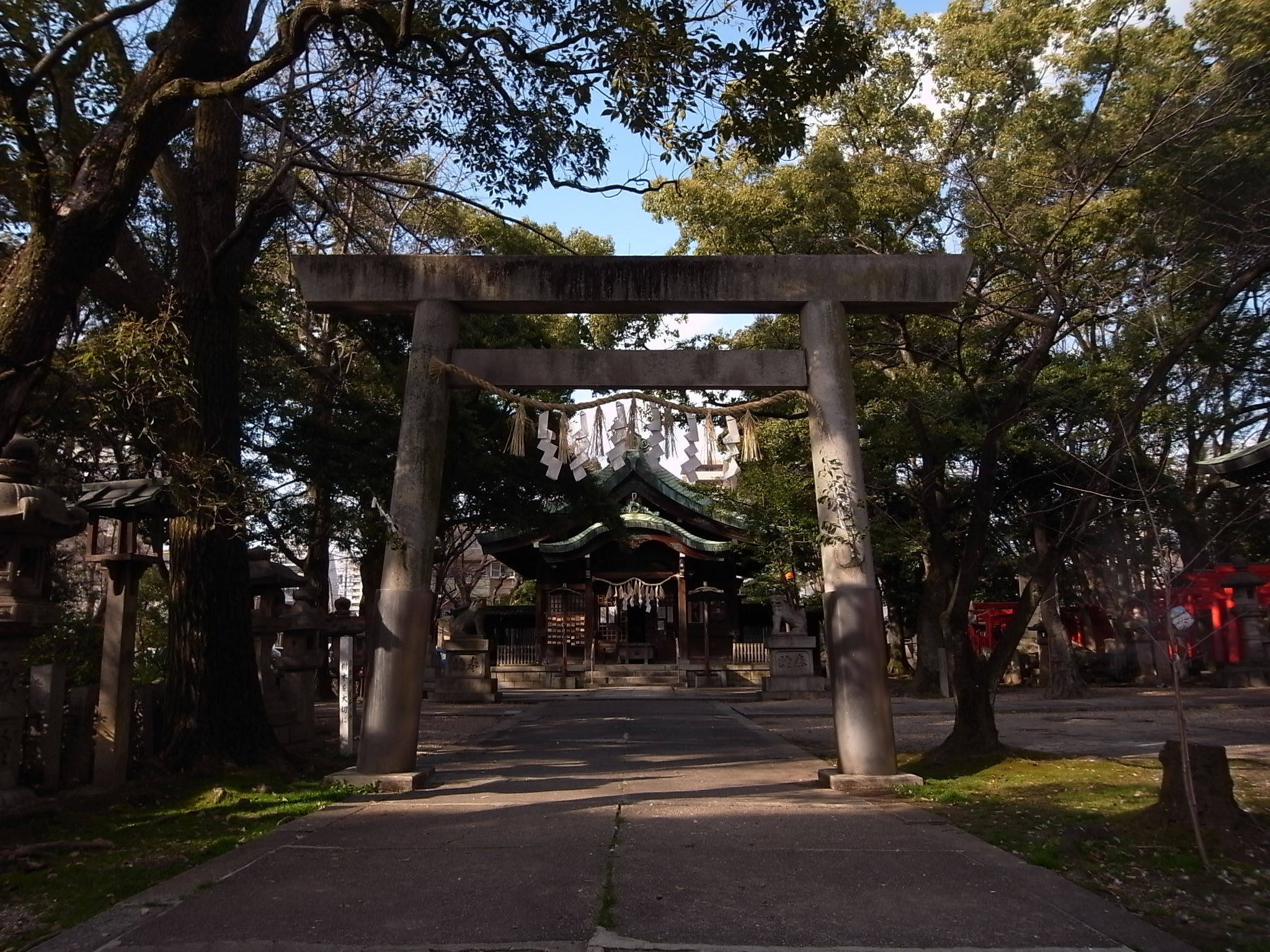
闇之森八幡社
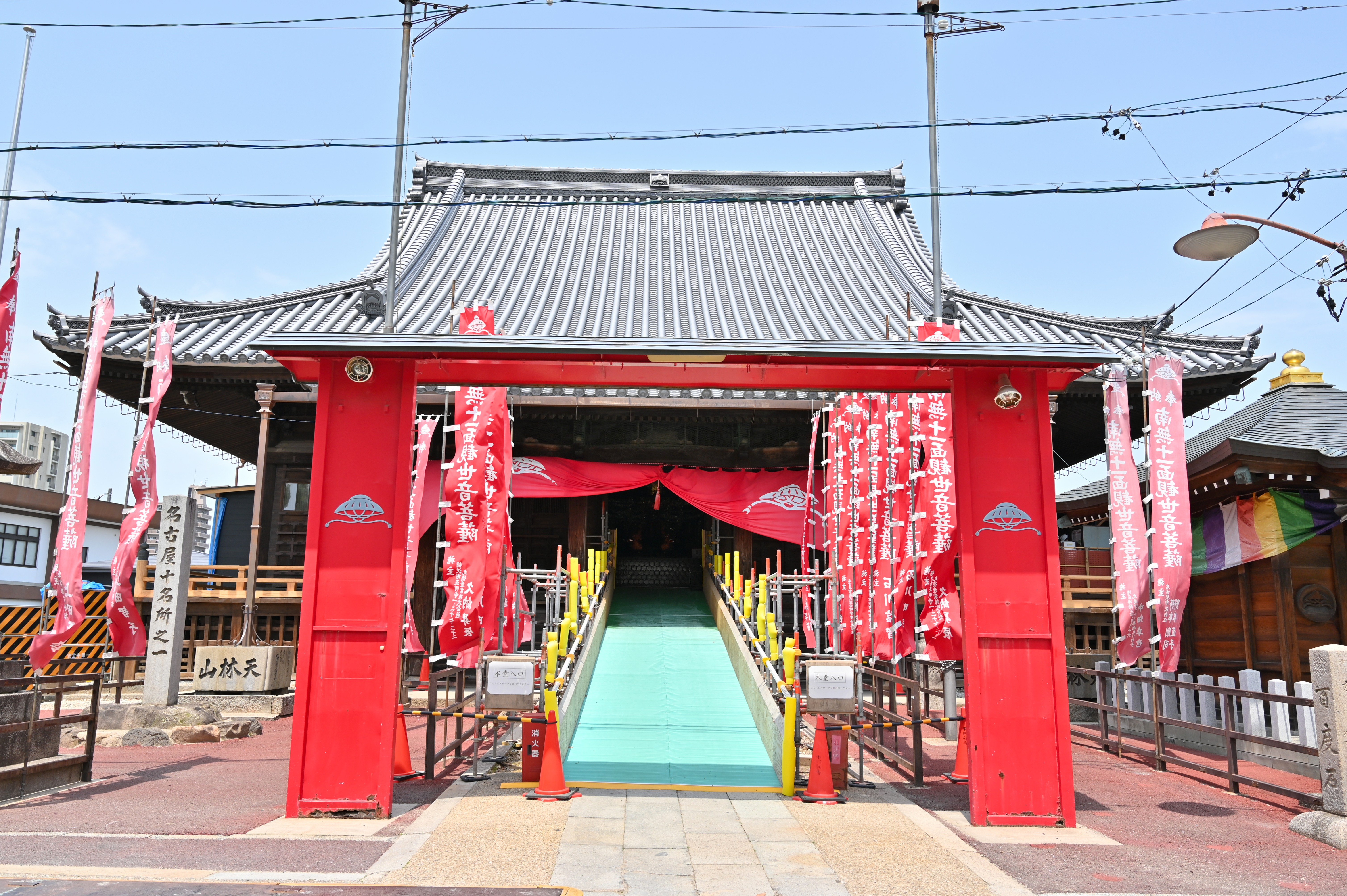
笠寺観音
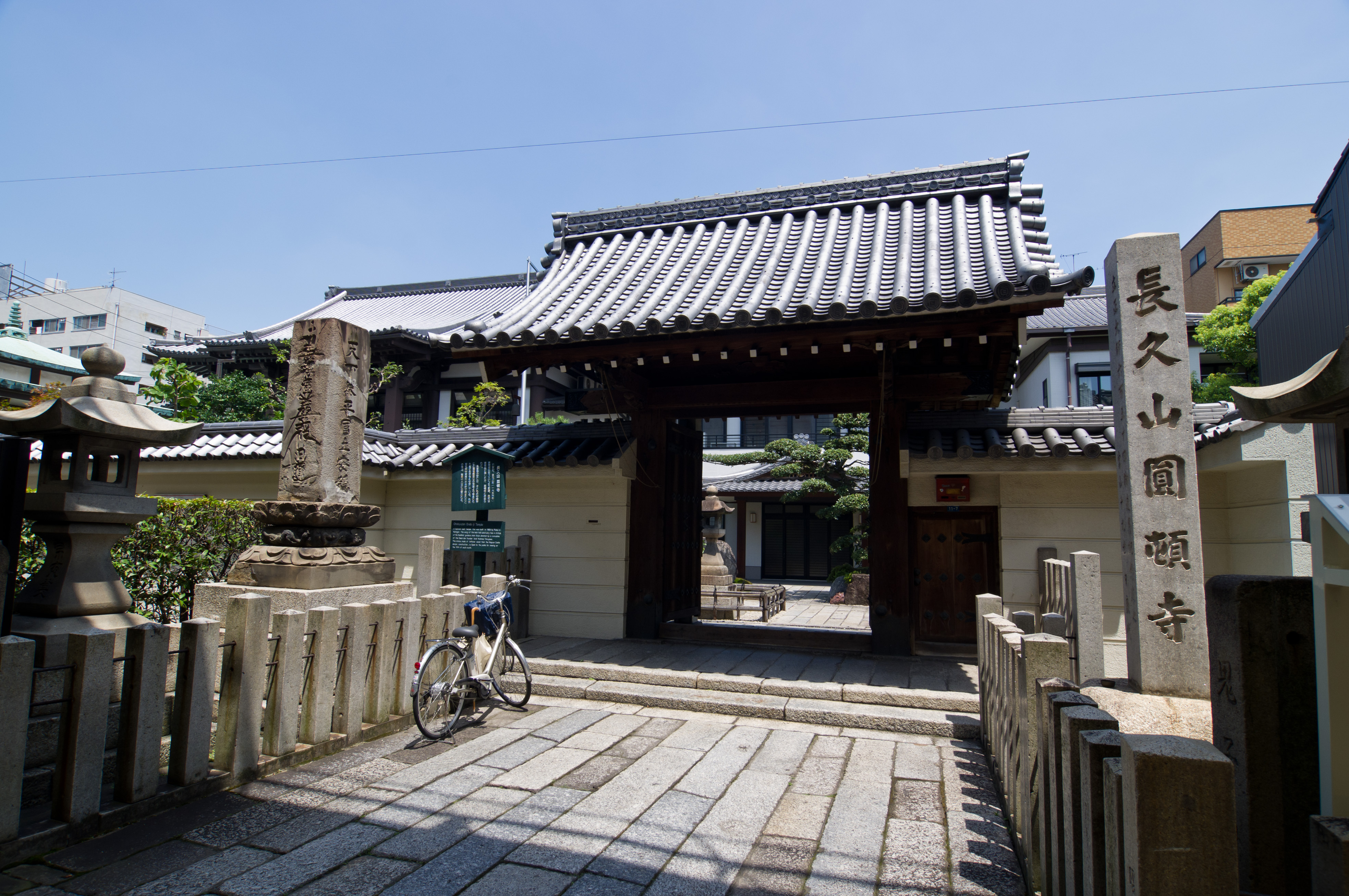
円頓寺
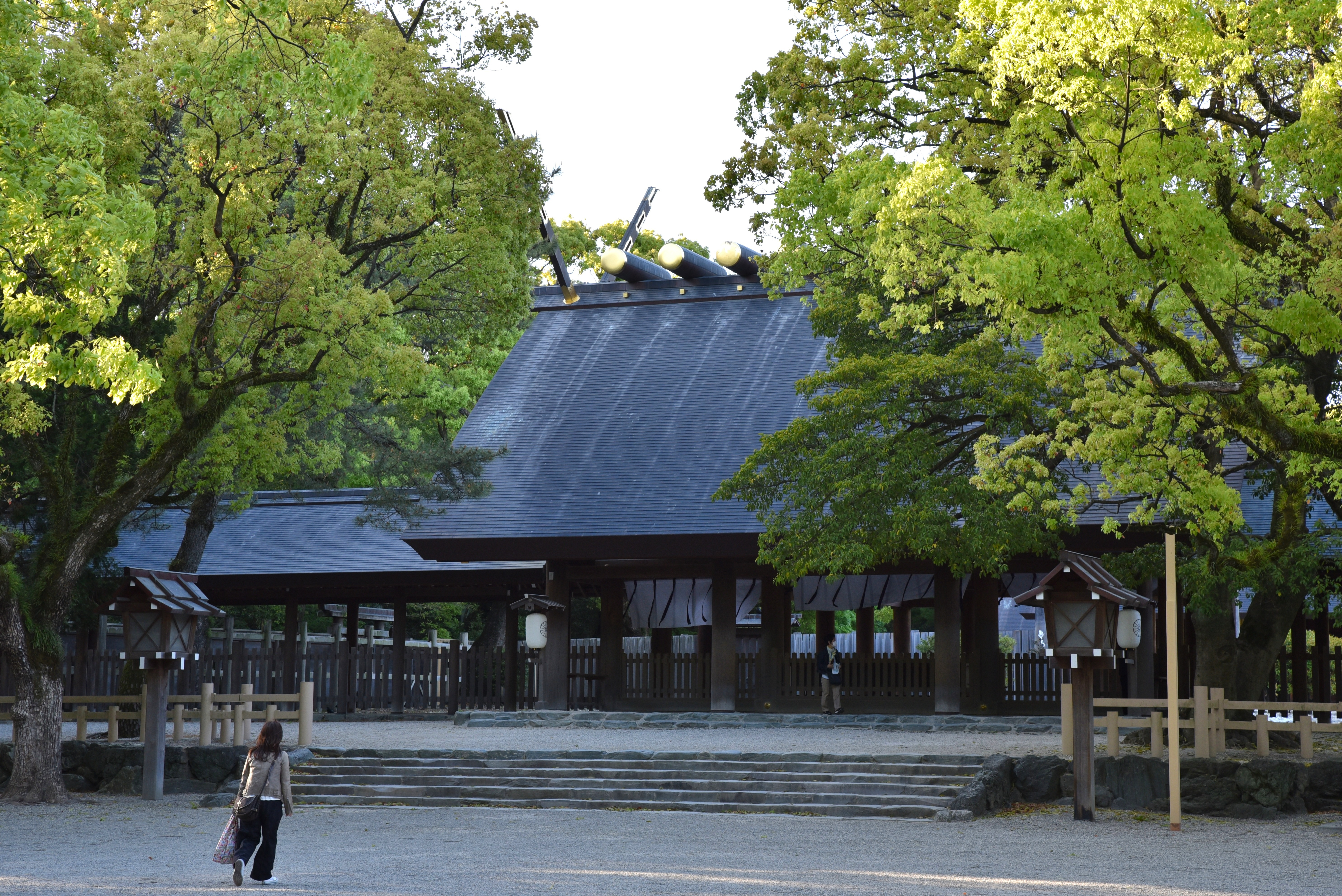
熱田神宮
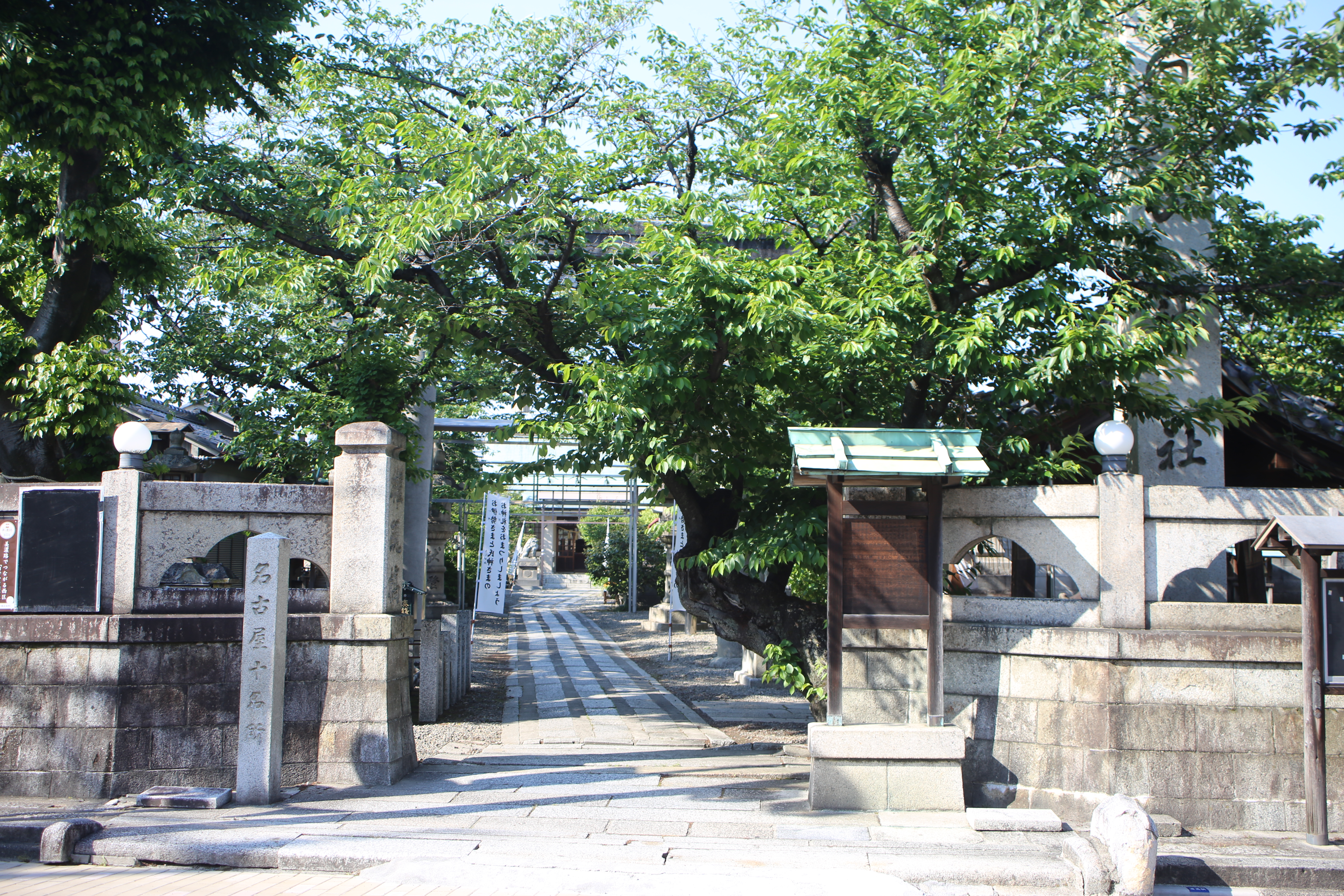
榎白山神社
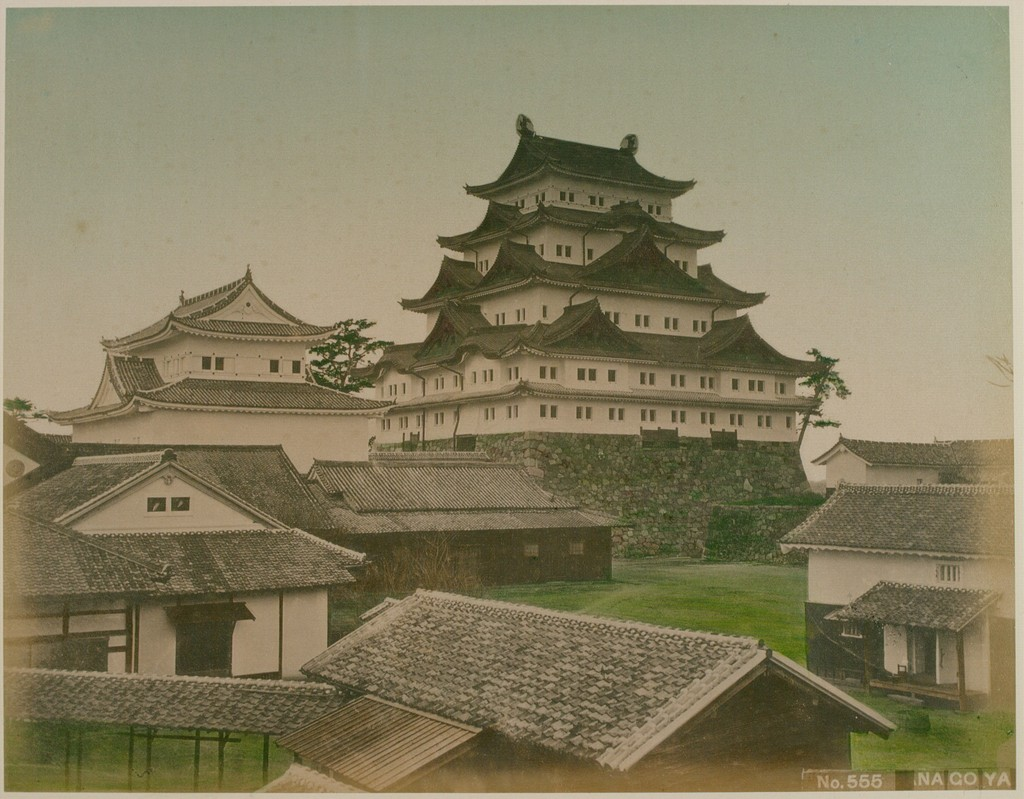
名古屋城
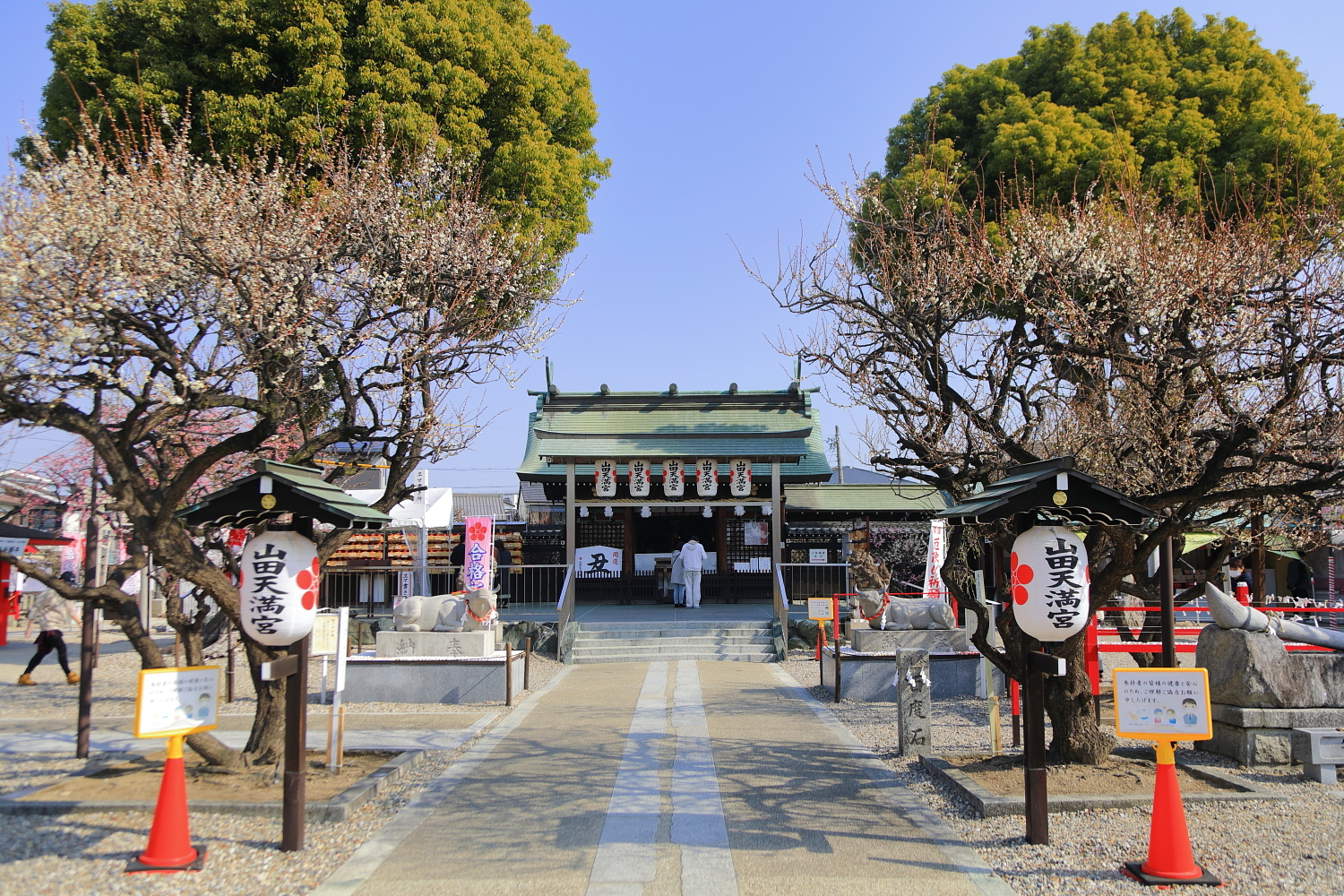
山田天満宮
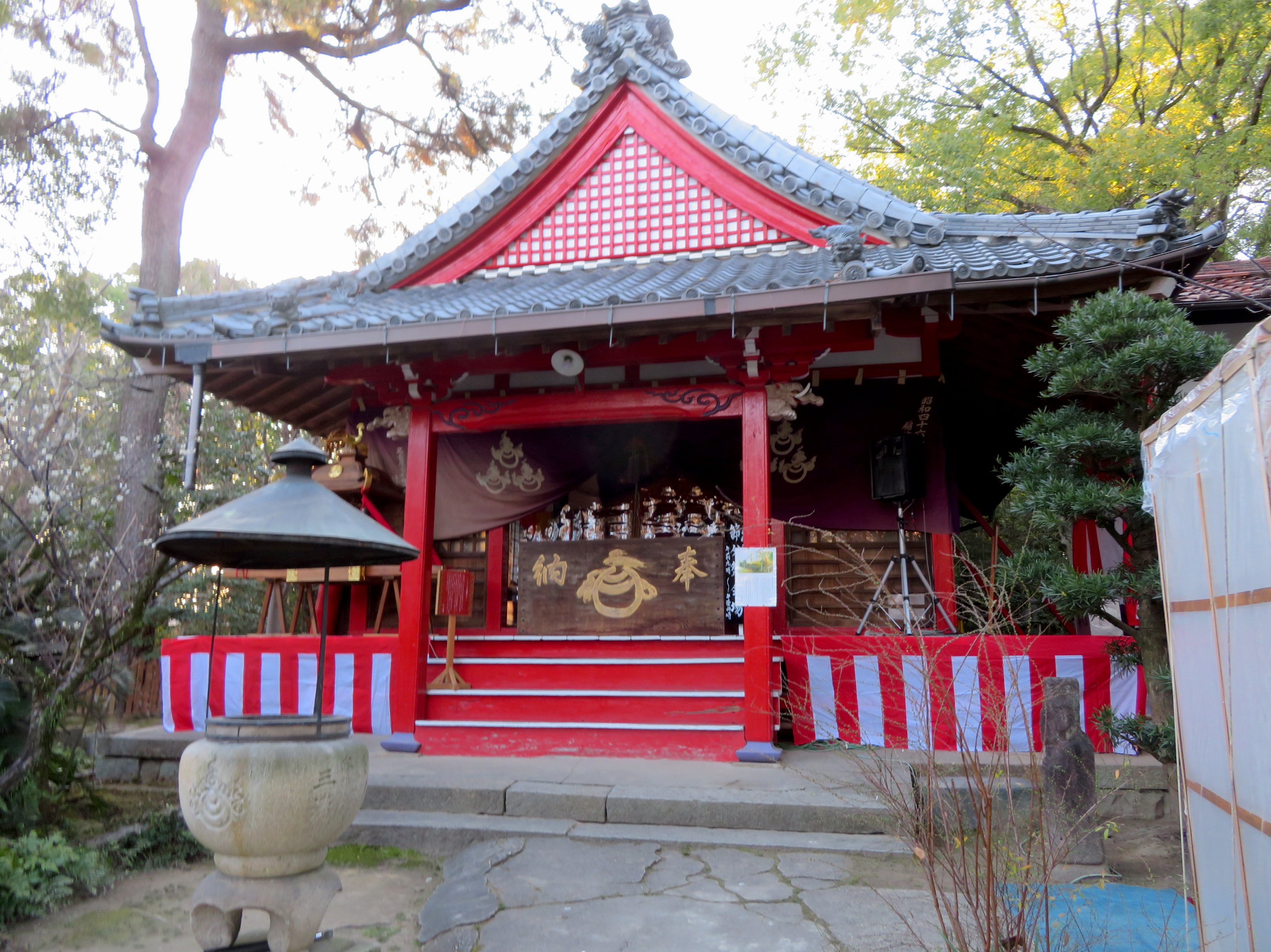
清水稲荷